# Гуторов, Владимир Александрович
Владимир Александрович Гуторов (род. 7 декабря 1950, Ленинград) — российский политолог и философ, доктор философских наук, профессор и заведующий кафедрой теории и философии политики факультета политологии СПбГУ. Вице-президент Российской ассоциации политической науки (РАПН), действительный член Российской Академии политической науки. Действительный член Международной ассоциации древнегреческой философии (Афины). Член редакционной коллегии журнала «Вестник Санкт-Петербургского университета» и ведущего российского политологического журнала «Политические исследования».

## Биография
Окончил исторический факультет ЛГУ, где учился в 1968—1973 гг., затем стал аспирантом философского факультета ЛГУ.
В 1977 году получил учёную степень кандидата философских наук, защитив диссертацию на тему «Коммунистические партии развитых капиталистических стран о путях подхода к социалистической революции». В 1989 году стал доктором философских наук, защитив диссертацию на тему «Античная социальная утопия: вопросы истории и теории». Был одним из немногих защитивших диссертацию в формате монографии.
С 1976 г. работал на Философском факультете СПбГУ (с 2006 г. факультет философии и политологии), (1976 — ассистент, 1982 — доцент, 1991 — профессор, 1994 — заведующий кафедрой политологии, с 2002 г. зав. кафедрой теории и философии политики). Ныне - заведующий кафедрой теории и философии политики Факультета политологии СПбГУ.
Неоднократно награждался почетными грамотами за трудовую и воспитательную работу.
Некоторые награды:
- 1999 г. — бронзовая медаль «В память 275-летия СПбГУ»;
- 12.02.2004 г. — медаль «Почетный работник Высшего профессионального образования Российской Федерации»;
- 30.11.2004 г. — медаль «В память 300-летия Санкт-Петербурга».

### Монографии и сборники
- Гуторов В. А. Античная социальная утопия: Вопросы истории и теории. — Л.: Издательство Ленинградского университета, 1989. — 288 с.
- Политика: наука, философия, образование / В. А. Гуторов; Санкт-Петербургский гос. ун-т, Фак. политологии. - Санкт-Петербург: СПбГУ, 2011. - 514 ISBN 978-5-88812-500-7
- Политика 2.0: между утопией и реальностью / В. А. Гуторов; Московский государственный университет им. М. В. Ломоносова, Факультет политологии. - Москва: Изд-во Московского ун-та, 2020. - 1038; ISBN 978-5-19-011564-2

### Учебники
- Политология. Учебник для вузов / Под ред. В. А. Ачкасова и В. А. Гуторова. — М.: Юрайт, 2004. — ISBN 5-7975-0142-2.

### Статьи
- Гуторов, В. А. Философия политики на рубеже тысячелетий: судьба классической традиции / В. А. Гуторов // Полис. Политические исследования. – 2001. – № 1. – С. 157-167.
- Гуторов, В. А. Современная Российская идеология как система и политическая реальность. Методологические аспекты / В. А. Гуторов // Полис. Политические исследования. – 2001. – № 3. – С. 72-82.
- Гуторов В. А. Наследие И. Канта и проблема статуса современной политической философии // Проблемы политологии  / Отв. ред. Г. Ю. Семигин. — М.: ИСП РАН, 2004. — Вып. 5. — С. 188—198.
- Гуторов В. А. Идёт ли посткоммунистическая Россия к гражданскому обществу? // Практическая философия и гражданское общество в России : Сб. статей  / под ред. В. Г. Марахова. — Издательство СПбГУ, 2004.
- Гуторов, В. А. Политическая культура и политическая власть в эпоху глобализации / В. А. Гуторов // Политическая экспертиза: ПОЛИТЭКС. – 2006. – Т. 2. – № 4. – С. 63-74.
- Гуторов, В. А. Консерватизм как альтернатива? Западная традиция и современная Россия / В. А. Гуторов // Вестник Санкт-Петербургского университета. Серия 6. Философия, политология, социология, психология, право, международные отношения. – 2006. – № 4. – С. 4-20.
- Гуторов, В. А. Политическая философия А. Градовского и ее истоки / В. А. Гуторов // Политическая экспертиза: ПОЛИТЭКС. – 2007. – Т. 3. – № 2. – С. 5-31.
- Гуторов, В. А. К вопросу об эволюции веберовской концепции социализма в политическом и научном дискурсах ХХ в / В. А. Гуторов // Политическая экспертиза: ПОЛИТЭКС. – 2012. – Т. 8. – № 1. – С. 5-17.
- Гуторов, В. А. К вопросу о происхождении государства: парадоксы и аномалии современных интерпретаций / В. А. Гуторов // Полис. Политические исследования. – 2014. – № 3. – С. 91-110.
- Гуторов, В. А. Политика и образование: историческая традиция и современные трансформации / В. А. Гуторов // Полис. Политические исследования. – 2015. – № 1. – С. 9-29.
- Гуторов, В. А. О некоторых аспектах формирования политико-философского дискурса в современной России / В. А. Гуторов // Политическая экспертиза: ПОЛИТЭКС. – 2016. – Т. 12. – № 1. – С. 4-28.
- Гуторов, В. А. О некоторых тенденциях интерпретации концепции прогресса в современной социальной теории / В. А. Гуторов // Вопросы философии. – 2017. – № 12. – С. 32-43.
- Гуторов, В. А. Неустойчивая ответственность: контуры утопии // Власть и элиты. – 2019. – Т. 6. – № 2. – С. 176-195.
- "Чего не делать": интеллектуальная политика и античная традиция // Политическая экспертиза: ПОЛИТЭКС. – 2020. – Т. 16. – № 1. – С. 139-159.